# Юнгхенель, Хенри
Хе́нри Ю́нгхенель (нем. Henri Junghänel; род. 5 февраля 1988, Лейпциг) — немецкий стрелок, специализирующаяся в стрельбе из винтовки. Победитель Европейских игр, обладатель действующего мирового рекорда в стрельбе из винтовки лёжа.

## Карьера
Заниматься пулевой стрельбой начал в десятилетнем возрасте. Первоначально бо́льших успехов добивался в стрельбе из пневматической винтовки. В 2008 году стал вице-чемпионом Европы среди юниоров в стрельбе из винтовки.
В дальнейшем основная часть успехов немца была связана со стрельбой из мелкокалиберной винтовки лёжа. В 2010 году он стал вторым на этапе в Пекине, завоевав первых кубковый подиум, а спустя год одержал и первую победу.
В 2013 году стал вице-чемпионом Европы на первенстве в Осиеке, а на финале Кубка мира в Мюнхене установил мировой рекорд для финальных раундов, набрав за 20 выстрелов 211,2 балла. По состоянию на 2016 год этот рекорд является действующим. По итогам года немец, вместе с итальянкой Росси, был назван ISSF «Стрелком года».
На первых Европейских играх, которые прошли в Баку в 2015 году Юнгхенель выиграл золотую медаль в стрельбе из винтовки лёжа. Этот успех принёс ему олимпийскую лицензию. На предолимпийском этапе Кубка мира в Рио-де-Жанейро, который прошёл за 4 месяца до начала Игр, немецкий стрелок одержал уверенную победу в упражнении с мелкокалиберной винтовкой лёжа.